# Psalm 2
Psalm 2 – jeden z utworów zgromadzonych w biblijnej Księdze Psalmów.

## Gatunek literacki i okoliczności powstania
Psalm 2 ma charakter królewsko-mesjański. Nie jest typowym psalmem królewskim, gdyż występujący w nim król nie ma odpowiednika wśród królów Izraela i Judy występujących w księgach historycznych. Utwór jest oryginalny w swej koncepcji literackiej, a w swojej strukturze nie ma odpowiednika w literaturze biblijnej i starożytnego Wschodu. 
Psalm 2 powstał prawdopodobnie w czasach królewskich, B. Lindars uważał, że utwór odpowiadał najlepiej chwili objęcia władzy przez Jozjasza. 
Utwór wraz z Psalmem 1 otwiera Księgę Psalmów i ma z nim liczne powiązania słowne.

## Treść
Psalm 2 składa się z czterech strof po trzy wiersze.
W pierwszej (Ps 2,1-3) autor przedstawia bunt królów i narodów przeciwko rządom Jahwe oraz jego Mesjasza (pomazańca). Sam Mesjasz został w Psalmie przedstawiony jako król na Syjonie, który jednak stoi w cieniu swojego Pana. 
Druga strofa (wiersze 4-6) przedstawia reakcję Pana (Adonai), który jest spokojny, świadomy swojej potęgi i drwi z buntowników. W wierszu 6 przypomina o namaszczeniu króla na Syjonie - co jest rozmaicie interpretowane: jako ustanowienie instytucji królewskiej lub symbol wystąpienia w dziejach świata. 
W strofie trzeciej (wiersze 7-9) Mesjasz ogłasza buntownikom postanowienie Jahwe. Nawiązuje ono do przymierza (hebr. berit) zawartego przez Jahwe z Dawidem i jego potomkami, zgodnie z nim mieli oni sprawować wieczne rządy nad Izraelem. Mesjasz dostał obietnicę posiadania wszystkich narodów Ziemi. 
Mesjasz ogłasza postanowienie jako syn Jahwe:

Ogłoszę postanowienie Jahwe.
On rzekł do mnie: "Synem moim jesteś Ty!
Ja Ciebie dziś zrodziłem."

Końcowa strofa (wiersze 10-12) zawiera upomnienie wobec królów i sędziów Ziemi, aby postępowali rozsądnie, co pozwoli uniknąć gniewu Jahwe.

Służcie Jahwe w bojaźni
 z drżeniem całujcie Jego stopy,
Aby się nie rozgniewał i abyście nie zgubili drogi, 
 zapala się bowiem znienacka gniewem. 
 Szczęśliwi wszyscy, którzy Mu ufają.

Psalm kończy się nawiązaniem do Psalmu 1 – i formułą "Szczęśliwi...".

## Teologia
Nowy Testament stoi na stanowisku, że wzmianka o synostwie Bożym Mesjasza (wiersz 7) spełniła się w Jezusie, który był jednorodzonym Synem Boga. W Dziejach Apostolskich do niego odnosi się bunt wszystkich mocy tego świata, które (według 1 Listu do Koryntian) pozornie zwyciężyły, ale ostatecznie przegrały. Pomazaniec, który pokona wszystkich nieprzyjaciół i stanie się królem królów i panem panów, jest z kolei przedstawiony w Apokalipsie św. Jana.